# Батсендорф
Батсендо́рф (фр. Batzendorf) — коммуна на северо-востоке Франции в регионе Гранд-Эст (бывший Эльзас — Шампань — Арденны — Лотарингия), департамент Нижний Рейн, округ Агно-Висамбур, кантон Агно.
Площадь коммуны — 6,74 км², население — 928 человек (2006) с тенденцией к росту: 963 человека (2013), плотность населения — 142,9 чел/км².

## Население
Население коммуны в 2011 году составляло 946 человек, в 2012 году — 954 человека, а в 2013-м — 963 человека.
| 1962 | 1968 | 1975 | 1982 | 1990 | 1999 | 2004 | 2006 | 2009 | 2011 | 2012 | 2013 |
| ---- | ---- | ---- | ---- | ---- | ---- | ---- | ---- | ---- | ---- | ---- | ---- |
| 555  | 534  | 651  | 718  | 733  | 826  | 904  | 928  | 896  | 946  | 954  | 963  |

Динамика населения:

## Экономика
В 2010 году из 610 человек трудоспособного возраста (от 15 до 64 лет) 459 были экономически активными, 151 — неактивными (показатель активности 75,2 %, в 1999 году — 73,8 %). Из 459 активных трудоспособных жителей работали 427 человек (225 мужчин и 202 женщины), 32 числились безработными (14 мужчин и 18 женщин). Среди 151 трудоспособных неактивных граждан 48 были учениками либо студентами, 69 — пенсионерами, а ещё 34 — были неактивны в силу других причин.